# Sallapa
Sallapa (Šallapa) era una ciutat de l'Imperi Hitita, a la part occidental, al nord-est de la clàssica Frígia. La seva situació exacta és desconeguda, però segurament era propera a Kayseri.
En temps de l'efímer rei hitita Zidantas I, o més possiblement quan regnava el seu fill Ammunas, la ciutat es va rebel·lar juntament amb altres ciutats properes, segurament per la conquesta de Cilícia per una dinastia hurrita o indoària, que van establir un regne propi, Kizzuwatna.
Es creu que es va revoltar contra el rei Tudhalias III, sota la direcció de Tuttu (i amb probable suport d'Arzawa) cap a l'any 1370 aC, i llavors el rei hitita va incendiar la ciutat. Com que la ciutat era massa valuosa, el foc fou apagat per impedir la destrucció total.
Sobre l'any 1320 aC, Sallapa era propera als límits del regne de Kuwaliya. En aquesta ciutat Mursilis II que marxava contra Arzawa es va trobar amb el contingent militar que des de la terra Baixa Hitita portava son germà Piyasilis I de Karkemish. Les dues forces es van unir i van iniciar l'avenç cap a Arzawa. Mashwiluwa de Mira-Kuwaliya es va revoltar contra Mursilis II i va arrossegar a la ciutat de Pitasa o Pitassa. Mursilis va anar a Sallapa i va cridar Mashwiluwa intentant arribar a un acord però el rebel es va negar a presentar-se i va fugir a la terra de Masa (Maša). Mursilis va marxar contra Masa i en va destruir una part. Va enviar nous missatgers a Mashwiluwa insistint que comparegués a la seva presència i amenaçant a la gent de Masa amb destruir el país si no ho feia. Els habitants de Masa el van capturar i el van enviar al gran rei. Mashwiluwa fou tractat amb clemència (era cunyat del rei) i se'l va instal·lar com a gran sacerdot governant d'una ciutat sagrada al riu Siyanta que no s'esmenta.
Després de la guerra civil entre Mursilis III i Hattusilis III va caure en mans de Piyama-radu, que va dominar bona part d'Arzawa, però quan Hattusilis III va anar a la zona va tornar a quedar sota domini hitita.